# Guanidinoacetat-N-Methyltransferase
Guanidinoacetat-N-Methyltransferase (GAMT) ist dasjenige Enzym, welches die Herstellung von Kreatin aus Guanidinoacetat katalysiert. Kreatin ist unentbehrlich als Energiezwischenspeicher in den Muskeln. Mutationen am GAMT-Gen können zum (seltenen) GAMT-Mangel führen, der mit neurologischen Störungen und Muskel-Hypotonus einhergeht.

## Katalysierte Reaktion

Synthese Kreatins aus Guanidinoacetat, katalysiert von der Guanidinoacetat-N-Methyltransferase (GAMT)

Guanidinoacetat (aus Glycin) wird zu Kreatin methyliert, wobei S-Adenosylmethionin (SAM) die übertragene Methylgruppe bereitstellt und dabei selbst zu S-Adenosyl-L-Homocystein demethyliert wird.